# شون ليندسي
شون ليندسي (بالإنجليزية: Shawn Lindsay)‏ هو محامي وسياسي أمريكي، ولد في 7 يناير 1973 في وكياه في الولايات المتحدة. حزبياً، نشط في الحزب الجمهوري. وقد انتخب عضو مجلس نواب أوريغون.